# Châtillon-sur-Bar
Châtillon-sur-Bar est une commune associée de Belleville-et-Châtillon-sur-Bar et une ancienne commune française, située dans le département des Ardennes en région Grand Est.
Elle fusionne avec la commune de Belleville-sur-Bar, le 29 décembre 1974, pour former la commune de Belleville-et-Châtillon-sur-Bar.

## Géographie
La commune avait une superficie de 14,41 km2

## Toponymie
Il apparait, à la fin de l'Ancien Régime, avec la dénomination : Châtillon-sur-Bar-Willeux. Ce Wileux apparait dans la toponymie de Châtillon ; il s'agit aujourd'hui d'un massif forestier (le Bois de Wuileu & les Gaises de Wuilleu et d'un ruisseau (le ruisseau de Willeu).
La forteresse que l'on retrouve dans le nom de Châtillon était probablement un camp fortifié à l'intersection de deux voies romaines.
La Bar est une rivière du département des Ardennes, affluent en rive gauche de la Meuse.

## Histoire
Par arrêté préfectoral du 20 décembre 1974, la commune de Châtillon-sur-Bar est rattachée le 29 décembre 1974 avec la commune de Belleville-sur-Bar sous la forme d'une fusion-association pour former la commune de Belleville-et-Châtillon-sur-Bar.

## Administration

### Liste des maires
| Période                                  | Période | Identité | Étiquette | Qualité |
| ---------------------------------------- | ------- | -------- | --------- | ------- |
| Les données manquantes sont à compléter. |         |          |           |         |
|                                          |         |          |           |         |

### Liste des maires délégués
| Période                                  | Période | Identité | Étiquette | Qualité |
| ---------------------------------------- | ------- | -------- | --------- | ------- |
| Les données manquantes sont à compléter. |         |          |           |         |
|                                          |         |          |           |         |

## Démographie
| 1793 | 1800 | 1806 | 1821 | 1831 | 1836 | 1841 | 1846 | 1851 |
| ---- | ---- | ---- | ---- | ---- | ---- | ---- | ---- | ---- |
| 294  | 331  | 312  | 313  | 375  | 388  | 349  | 324  | 332  |

| 1856 | 1861 | 1866 | 1872 | 1876 | 1881 | 1886 | 1891 | 1896 |
| ---- | ---- | ---- | ---- | ---- | ---- | ---- | ---- | ---- |
| lac. | lac. | 324  | 287  | 287  | 251  | 240  | 234  | 227  |

| 1901 | 1906 | 1911 | 1921 | 1926 | 1931 | 1936 | 1946 | 1954 |
| ---- | ---- | ---- | ---- | ---- | ---- | ---- | ---- | ---- |
| 202  | 210  | 220  | 193  | 222  | 202  | 170  | 120  | 140  |

| 1962 | 1968 | 1975 | 1982 | 1990 | 1999 | 2008 | 2010 | 2013 |
| ---- | ---- | ---- | ---- | ---- | ---- | ---- | ---- | ---- |
| 139  | 124  | -    | -    | 129  | 149  | 131  | 128  | 133  |

Histogramme

(élaboration graphique par Wikipédia)

## Culture locale et patrimoine

### Lieux et monuments
- Église de la Décollation-de-Saint-Jean-Baptiste de Châtillon-sur-Bar, inscrit au titre des monuments historiques en 1930[9].

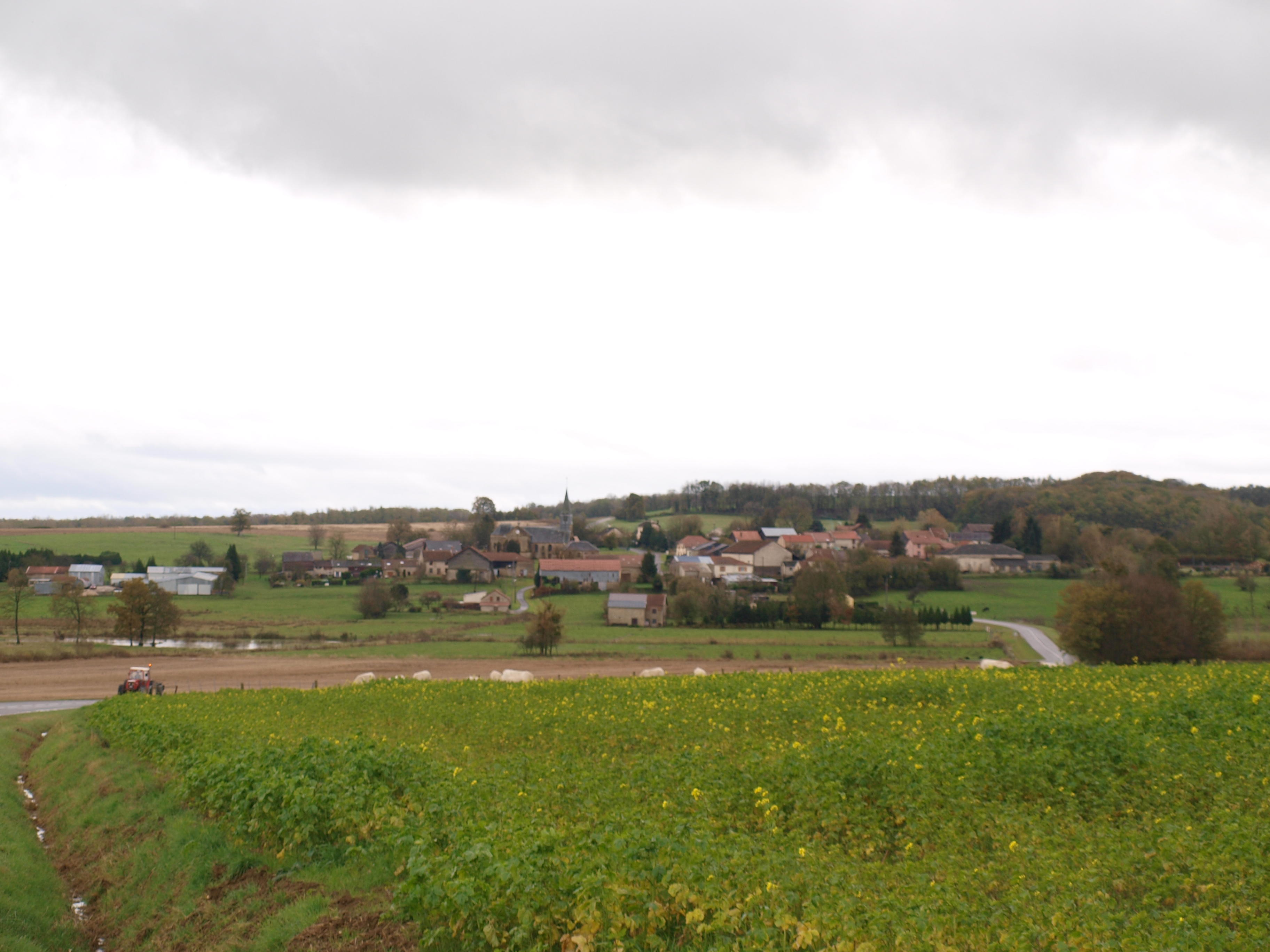
Vue de Châtillon-sur-Bar
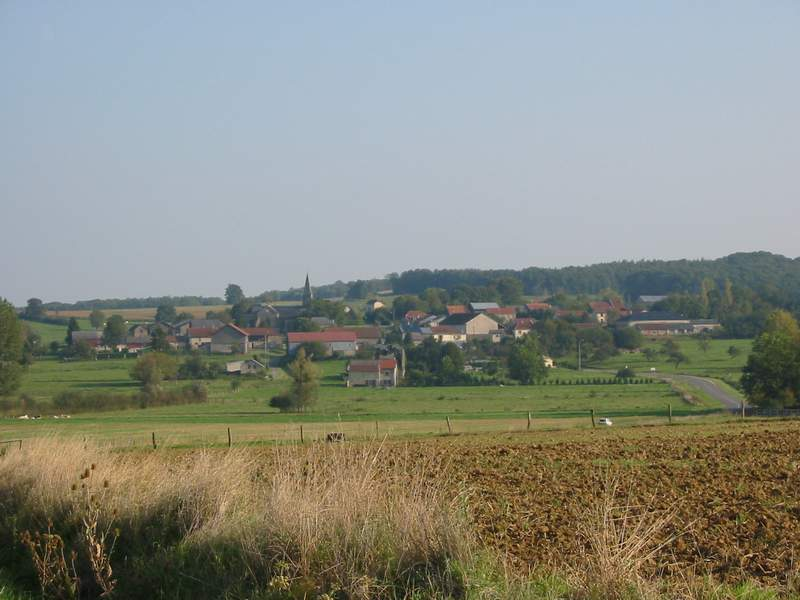
Vue de Châtillon-sur-Bar
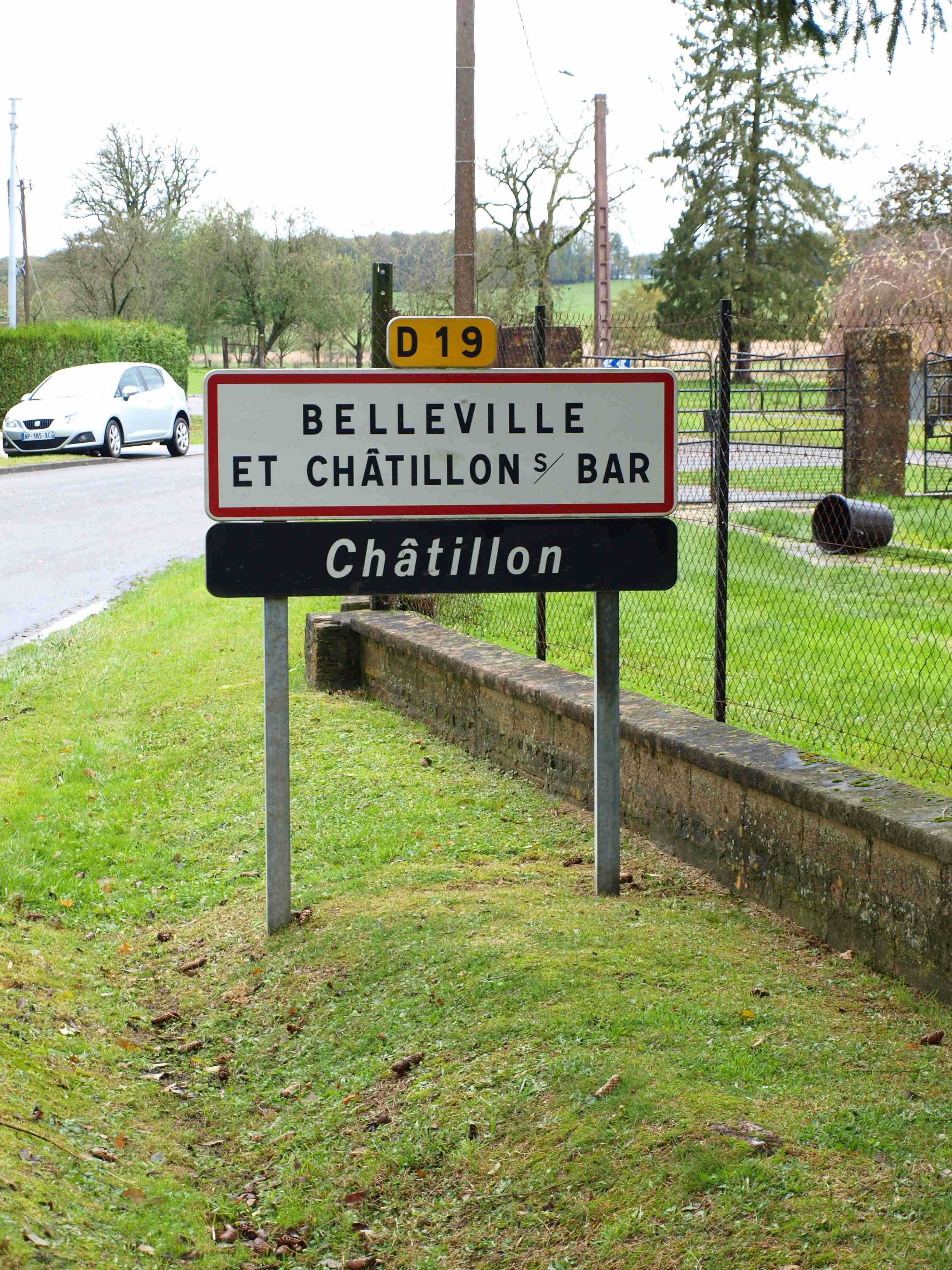
Entrée de Châtillon-sur-Bar
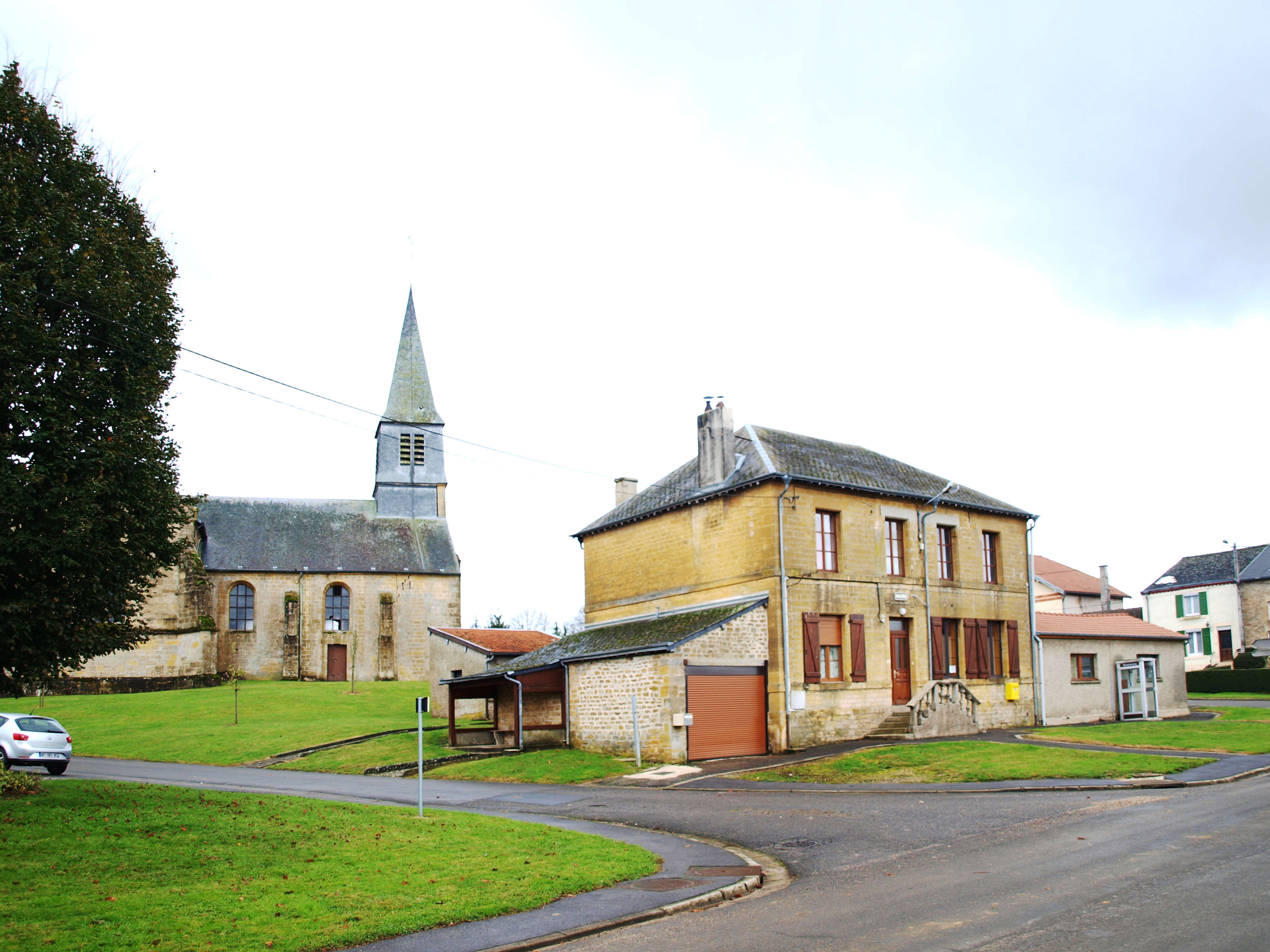
Église et la mairie-annexe de Châtillon-sur-Bar